# 藤原有家 (中御門流)
藤原 有家（ふじわら の ありいえ、生没年不詳）は、平安時代後期の貴族。藤原北家中御門流、権中納言・藤原能季の子。官位は正四位下・右近衛少将。

## 経歴
白河朝の承保2年（1075年）右近衛少将に任ぜられる。その後、応徳3年（1086年）以前に従四位上、康和2年（1100年）正四位下と少将を務めながら昇進した。またこの間、近江介・播磨権介など地方官も兼帯している。
その後、30年の長きに亘って少将を務め、康和2年（1100年）正四位下に叙せられているが、中将への昇任はならなかった。結局、長治2年（1105年）少将を辞したと見られ、のち近江介のみを帯びた。

## 官歴
- 時期不詳：従五位下
- 承保2年（1075年） 正月28日：右近衛少将、見従五位下[1]
- 応徳3年（1086年） 11月26日：見右近衛少将従四位上[2]
- 寛治2年（1088年） 12月25日：左近衛少将[3]
- 寛治3年（1089年） 正月28日：兼近江介[1]
- 嘉保2年（1096年） 2月12日：兼見播磨権介[4]
- 承徳3年（1099年） 正月22日：止近江介?[1]
- 康和2年（1100年） 6月19日：正四位下[5]
- 康和5年（1103年） 2月30日：兼近江介[6]
- 康和6年（1104年） 正月28日：右近衛少将[1]
- 長治2年（1105年） 3月16日：辞少将?[1]
- 長治3年（1106年） 正月1日：見近江介[7]

## 系譜
『尊卑分脈』による。
- 父：藤原能季
- 母：源信房の娘
- 妻：藤原知綱の娘
  - 男子：藤原能忠